# Zalesie, Hạt Kamień
Zalesie ([zaˈlɛɕɛ]; tiếng Đức: Laatzig)  là một ngôi làng thuộc khu hành chính của Gmina Międzyzdroje, thuộc quận Kamień, West Pomeranian Voivodeship, ở phía tây bắc Ba Lan. Nó nằm khoảng 4 kilômét (2 mi) phía nam Międzyzdroje, 25 km (16 mi) phía tây Kamień Pomorski và 55 km (34 mi) phía bắc thủ đô khu vực Szczecin.
Trước năm 1945, khu vực này là một phần của Đức.